# 海鸥卫浴
广州海鸥卫浴用品股份有限公司（证券简称：海鸥卫浴，深交所：002084）是一间从事高档水暖器材及五金件的开发、生产、销售的上市公司。

## 历史
公司前身为成立于1958年的市桥五金机械厂，是一家主营手电筒生产的公私合营企业。1998年与香港中馀投资有限公司合资成立番禺海鸥卫浴用品有限公司。2003年8月改制并更改为现名，2006年11月24日在深圳证券交易所中小企业板上市。